# ديواين ووكر
ديواين ووكر (بالإنجليزية: DeWayne Walker)‏ هو لاعب كرة قدم أمريكية ولاعب كرة قدم كندية أمريكي، ولد في 3 ديسمبر 1960 في لوس أنجلوس في الولايات المتحدة.